# ألكسندر آرتشيبنكو

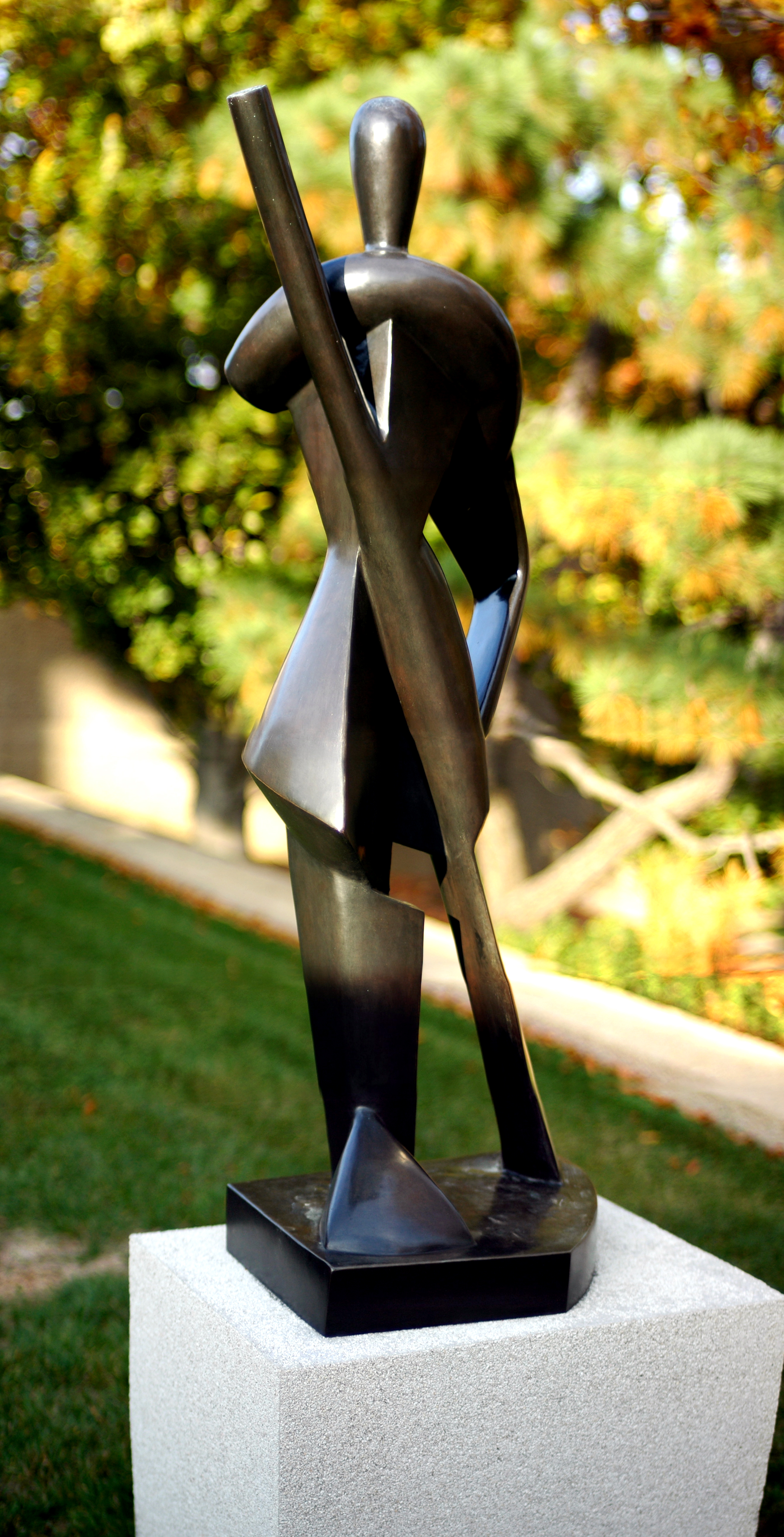
أحد أعمال آرتشيبنكو

ألكسندر آرتشيبنكو (بالإنجليزية: Alexander Archipenko بالأوكرانية: Олександр Порфирович Архипенко) (ولد في كييف 1887 - توفي في نيويورك 1964) هو رسّام ونحات أوكراني - أمريكي شهير، يعتبر أحد أبرز فناني المدرسة التكعيبية.
ولد آرتشيبنكو عام 1887 في كييف والتي تقع الآن في أوكرانيا، والتي كانت في ذلك الوقت تقع في الإمراطورية الروسية. ثم انتقل إلى موسكو عام 1906 ومن ثم إلى باريس عام 1909، وقد عرض العديد من أعماله في كل تلك المدن. كما أنشأ مدرسة ً للفن خاصة به في برلين.
هاجر آرتشيبنكو إلى الولايات المتحدة عام 1923 وحصل لاحقا ً على جنسيتها. وقد عرض هناك العديد من أعماله خصوصا ً في مجال الفن التكعيبي. وما تزال الكثير من أعماله تعرض للعامة في العديد من المعارض والمتاحف الفنية في الولايات المتحدة وألمانيا وروسيا وبريطانيا وإيطاليا وإسرائيل وتايوان.
من بين أشهر أعماله «المرأة الماشية» Walking Woman عام 1912 و«مباراة الملاكمة» Boxing match عام 1913.

## روابط خارجية
- ألكسندر آرتشيبنكو على موقع الموسوعة البريطانية (الإنجليزية)
- ألكسندر آرتشيبنكو على موقع مونزينجر (الألمانية)